# 마츠 빌란데르
마츠 빌란데르(스웨덴어: Mats Wilander, 1964년 8월 22일 ~ )는 전 세계 랭킹 1위를 기록한 스웨덴의 프로 테니스 선수이다. 그는 1982년부터 1988년까지 7개의 그랜드 슬램 단식 타이틀 (오스트레일리아 오픈 3개, 프랑스 오픈 3개, US 오픈 1개)과 3개의 그랜드 슬램 복식 타이틀 (윔블던 3개)을 획득했다. 1988년에는 윔블던을 제외한 3개의 그랜드 슬램에서 모두 우승하면서 그해 9월 세계 랭킹 1위에 올라섰다. 그는 윔블던에서는 우승하지 못 하였으나, 그가 호주 오픈에서 2번 우승했을 당시 호주 오픈은 지금과는 달리 잔디 코트를 사용하고 있었다. 이에 따라 그는 지미 코너스, 안드레 애거시, 그리고 라파엘 나달과 함께 그랜드 슬램 대회 중 잔디, 클레이, 하드 코트에서 모두 우승한 역대 4명의 선수 중 한 명으로 꼽힌다. 그는 그의 4번째 그랜드 슬램 타이틀을 20살 때 따냈으며, 이것은 역대 최연소 기록이다.